# Fallait pas
Fallait pas — второй студийный альбом франкоканадской певицы Изабель Буле, выпущенный компанией les Productions Sidéral в январе 1996 в Канаде, а затем компанией Trema во Франции и Бенилюксе.

## Список композиций
| №   | Название                               | Длительность |
| --- | -------------------------------------- | ------------ |
| 1.  | «Un peu d'innocence»                   | 4:48         |
| 2.  | «T'es en amour»                        | 3:40         |
| 3.  | «La vie devant toi»                    | 4:23         |
| 4.  | «Qu'ils s'envolent»                    | 3:59         |
| 5.  | «Et mon cœur en prend plein la gueule» | 3:57         |
| 6.  | «J'enrage»                             | 4:38         |
| 7.  | «Sur le tapis vert»                    | 3:42         |
| 8.  | «Pour demain, pour hier»               | 4:40         |
| 9.  | «Un monde à refaire»                   | 3:47         |
| 10. | «Il fallait pas»                       | 3:15         |
| 11. | «Tu n'as pas besoin»                   | 3:48         |

## Альбом
После успеха в 1995 году диска Alys Robi компания Жозелито Мишо и Изабель Буле les Productions Sidéral выпустила первый сольный альбом певицы с песнями, написанными Даниелем Дешемом.
Критика встретила этот опус уничижительными эпитетами, обыгрывая его название и фамилию артистки: Fallait pas, vraiment pas — «Не надо было, точно не надо»), Fallait pas, quel boulet! («Не надо было, такое ядро!»), Elle est bien boulée ! («Да она здорово катится!»). Тем не менее, альбом имел некоторый успех у публики, разойдясь тиражом в 30 000 копий.
Композиция Un peu d’innocence, выпущенная отдельным синглом, четыре недели была в чартах Фламандской Бельгии, поднявшись до 41 позиции. Одна из самых удачных песен альбома, Et mon cœur en prend plein la gueule, возглавляла список награждённых квебекской радиосетью Rock-Détente. В июне 1996 Изабель Буле получила в Париже за свой альбом поощрительную премию Dial d’Or.

## Комментарии
1. ↑  Каторжное ядро